# Efekt kobry
Efekt kobry występuje, gdy podjęte w danym celu działania powodują efekt odwrotny do zamierzonego.

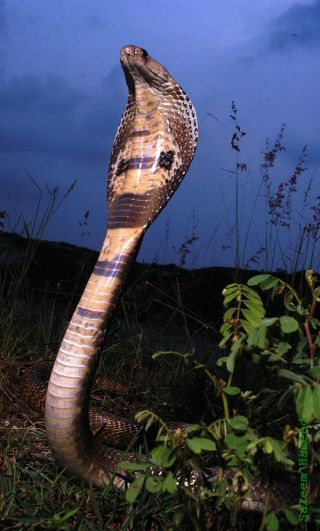
Kobra indyjska

Termin ten jest używany w polityce gospodarczej, aby zilustrować sytuację, gdy akcje podjęte w celu rozwiązania konkretnego problemu gospodarczego nie były adekwatne do zaistniałego problemu i nie dość, że go nie rozwiązują, to pogarszają stan rzeczy. Zwrot „efekt kobry” po raz pierwszy w literaturze pojawił się w książce pod tym samym tytułem autorstwa Horsta Sieberta – niemieckiego ekonomisty, byłego członka Niemieckiej Rady Ekspertów Ekonomicznych – idea ta została wspomniana m.in. w opracowaniu na temat działań w rosyjskiej polityce gospodarczej.

## Geneza
Termin „efekt kobry” odnosi się do okresu rządów Wielkiej Brytanii w Indiach, gdy prowincja Delhi została dotknięta poważną plagą kobr. Węże te rozmnożyły się do tego stopnia, że można je było spotkać na ulicach, targach, a nawet w domach. Władze brytyjskie zdecydowały się wyznaczyć nagrodę pieniężną za każdą przyniesioną głowę kobry. Początkowo przynosiło to oczekiwany skutek i populacja kobr znacznie spadła, jednak przedsiębiorczy ludzie zajęli się hodowlą gadów dla nagrody. Kiedy władze zauważyły ten proceder, skasowały nagrodę, a wtedy hodowcy wypuścili swoje kobry – i tak węże ponownie pojawiły się wszędzie, w większej niż przedtem ilości.
Działania mające na celu zlikwidowanie problemu, tylko go zaostrzyły.